# Шубарт, Вильгельм
Вильгельм Шубарт (нем. Wilhelm Schubart; 21.10.1873, Лейпциг — 09.08.1960) — немецкий филолог-классик, историк античности и папиролог. Профессор Берлинского ун-та (1912-37, почётный с 1931 г.), Лейпцигского университета (1948-52).
В 1892-7 гг. учился классической филологии и философии в университетах Тюбингена, Галле, Берлина и Бреслау, получил в последнем степень доктора философии (1897). Преподавал в гимназиях Берлина и Бреслау. В 1900 г. хабилитировался по античной истории в Берлине, где затем приват-доцент, а с 1912 года профессор и в 1931-7 гг. почётный профессор. Работал куратором в Берлинском музее.
В 1946(8?)-52 гг. профессор античной истории Лейпцигского университета.
С 1952 года на пенсии.
Супруга Гертруда (1896—1985), юрист.
Член Саксонской академии наук (1947, член-корреспондент 29.11.1941), член-корреспондент Германской академии наук в Берлине (27.07.1944), Академии наук в Геттингене (1939), Австрийской академии наук и Британской академии (1954).
Почётный доктор права Франкфуртского университета (1920).